# Hajen
För andra betydelser, se Hajen (olika betydelser).
Hajen (engelska: Jaws) är en amerikansk skräck-thriller från 1975 i regi av Steven Spielberg med Roy Scheider i huvudrollen, baserad på Peter Benchleys roman med samma titel. Filmen hade biopremiär i USA den 20 juni 1975 och Sverigepremiär den 20 december 1975. Den har blivit en av filmhistoriens mest kända skräckfilmer. Titeln symboliserar djuret vars medverkan är avgörande för handlingen - en 25 fots (ca. 7,5 meter) vithaj som brutalt attackerar och slukar människor. Den var en av de två filmerna som förde Spielbergs namn in i filmbranschen, men med tanke på den stormiga inspelningen (som hölls på Martha's Vineyard) kunde den också ha blivit slutet för hans karriär.
Marknadsföringen skedde bland annat genom filmens många taglines. Över tio stycken användes, till exempel See it before you go swimming och Do you like fish? Well, he likes you too… En av filmens mest berömda kännetecken blev filmkompositören John Williams upprepande ledmotiv som ännu i dag är synonymt med hajar och uppkommande fara. Filmen blev Williams stora genombrott.
Filmen nominerades till fyra Oscars, och blev sommarens stora biosuccé. Succén gick så bra att Hajen blev den mest inkomstbringande filmen genom tiderna, tills George Lucas film Stjärnornas krig slog rekordet två år senare. Hajen fick tre stycken mindre omtyckta efterföljare. Den ligger på plats nummer 200 på IMDb:s lista över världens bästa filmer., och har 100% på Rotten Tomatoes. Av Amerikanska Filminstitutet blev Hajen utsedd till tidernas näst bästa thriller, kom på sjätte plats i listan över de bästa filmmusiken, och även den stora mördarhajen fick en plats på listan över de bästa filmskurkarna, där den ligger på plats 18.  Den har även blivit publicerad och rankad som världens första blockbuster. Filmen medförde även att vissa hajarter, främst vithajen, fick ett onödigt dåligt rykte och anses av vissa vara den främsta orsaken till den stora hajskräck som råder än idag.
År 2012 gjordes i Westminsters universitet en studie som undersökte tittare av tio olika skräckfilmer, för att klarlägga hur många kalorier en människa uppskattningsvis tappar under visningarna av var och en av dessa filmer, eftersom skräckfilm kan få pulsen att stiga och adrenalinet att släppas lös. Det genomsnittliga antalet förbrända kalorier under en visning av Hajen var 161, vilket nästan når upp till samma mängd en människa använder av en halvtimmes promenad.

## Rollista (i urval)
| Roy Scheider     | – polischef Martin Brody   |
| Robert Shaw      | – kapten Quint             |
| Richard Dreyfuss | – Matt Hooper              |
| Lorraine Gary    | – Ellen Brody              |
| Murray Hamilton  | – borgmästare Larry Vaughn |
| Carl Gottlieb    | – Ben Meadows              |
| Jeffrey Kramer   | – Hendricks                |
| Jonathan Filley  | – Cassidy                  |
| Lee Fierro       | – Mrs. Kintner             |
| Craig Kingsbury  | – Ben Gardner              |
| Chris Rebello    | – Michael Brody            |
| Susan Backlinie  | – Chrissie Watkins         |
| Peter Benchley   | – TV-reporter              |

## Handling

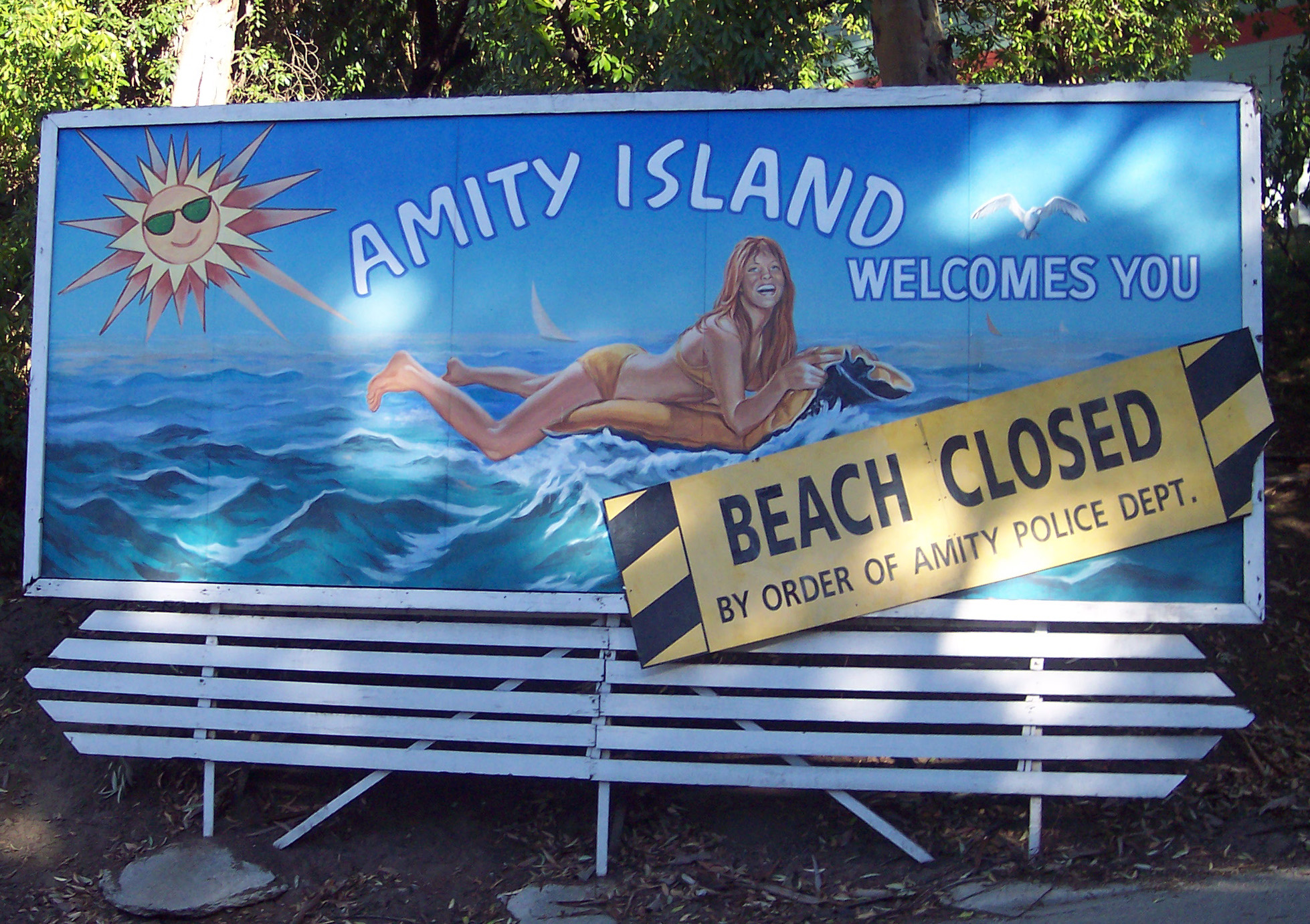
Välkomstskylten till Amity Island

En flicka hittas uppspolad på land, död, söndersliten, och delvis uppäten. Martin Brody (Roy Scheider), den nye polischefen på sommarön Amity, tar sig an fallet, och får ett samtal från stadens doktor som konstaterar att det rör sig om en hajattack. Brody tar initiativet och är på väg att stänga stränderna, men hindras av borgmästare Larry Vaughn (Murray Hamilton), eftersom nationaldagen närmar sig och turismen ökar då, i synnerhet på stränderna, och att en stängning skulle bli en stor ekonomisk förlust. Med sig har han doktorn som plötsligt ändrat sin slutsats om den dödade flickan, och numera påstår att hon dog i en propellerolycka. Brody får motvilligt ge med sig, och lämnar stränderna öppna.
Men snart sker ännu en attack då en ung pojke offentligt dödas nära stranden av en stor haj, vilket ger Brody rätt att stänga stränderna. Den döda pojkens moder utsätter en belöning på 3 000 dollar till den eller de som lyckas fånga och döda hajen. Biologen och hajexperten Matt Hooper (Richard Dreyfuss) anländer till ön, undersöker den dödade flickans rester och konstaterar att det mycket riktigt var en haj som dödade henne, och inte en båt. Snart fångas en tigerhaj av några amatörfiskare och problemet tycks för alla vara löst, men på natten undersöker Brody och Hooper den dödade hajens magsäck, där inga spår av mänskliga kroppsdelar finns, vilket betyder att det är fel haj. Men Vaughn låter ändå öppna stränderna igen och den 4 juli flockas turisterna på stränderna. Men ännu en attack sker, och denna gång vittnar Brodys son det hela och går i chock. Efter detta får Brody Vaughn att anlita hajjägaren Quint (Robert Shaw) för att hitta och fånga den riktiga hajen för 10 000 dollar, och snart åker han, Brody och Hooper ut på Quint's båt Orca för att en gång för alla döda hajen…
Den nye polischefen över Amity, Martin Brody, hittar Watkins på stranden, och får ett samtal från öns huvudläkare att det rör sig om en hajattack. Brody är på väg att stänga stränderna för faran, men hindras av borgmästare Larry Vaughn, som övertygat läkaren med sin teori om att det istället rör sig om en propellerolycka. Vaughn oroar sig för den finansiella förlust som skulle ske om stränderna var stängda till nationaldagen, under vilken tid turismen på Amity kraftigt ökar, i synnerhet på stränderna. Brody har inget annat val än att låta stränderna förbli öppna. Men inom kort blir den unga pojken Alex Kintner inför hela stranden uppäten av en haj, och pojkens mor utlyser en belöning på 3 000 dollar till den som dödar hajen. En marinbiolog vid namn Matt Hooper anländer till ön för att undersöka Chrissie Watkins kvarlevor, och bekräftar att det rör sig om en hajattack. En tigerhaj fångas av ett gäng amatörfiskare och problemet syns vara löst, men Hooper är tveksam, eftersom tigerhajens bitradier inte är identiska med offrets sår. Han önskar att få skära upp hajens magsäck för att undersöka om den innehåller mänskliga rester, men hindras av borgmästare Vaughn. Brody och Hooper undersöker tigerhajen på natten istället, men finner där inga spår efter mänskliga kroppsdelar, vilket betyder att det är fel haj som fångats. Brody följer motvilligt med Hooper ut på havet samma natt för att jaga hajen, men finner där istället en svårt skadad och halvt sjunken båt, tillhörande en professionell lokalfiskare, Ben Gardner. Hooper dyker ner under båten för att undersöka dess skrov, och finner där en gigantisk tand, som tillhört en ovanligt stor charcharodon carcharias (vithaj). Hooper tappar dock tanden i panik vid åsynen av Ben Gardners kvarlevor, och utan bevis vägrar Vaughn att stänga stränderna, och på nationaldagen strömmar det turister till öns stränder. Trots en ökad säkerhet lyckas den stora vithajen döda en man i roddbåt. Brodys son Michael blir vittne till dödandet och går i chock. Brody får då Vaughn att anlita hajjägaren Quint till att jaga och döda hajen för 10 000 dollar. Motvilligt låter kapten Quint Hooper och Brody följa med på hans båt Orca, och efter en tids sökande möter de hajen. Quint harpunerar den hajen med en tunna, men den dyker och försvinner.
På natten berättar Quint om sina erfarenheter med hajar vid sin tid i flottan, när kryssaren USS Indianapolis sjönk och besättningen attackerades av hajar. På morgonen dyker hajen upp igen. Brody försöker kontakta kustbevakningen via radion, men Quint förstör radion med ett baseballträ i sin besatthet att döda hajen själv. Han harpunerar hajen med ytterligare två tunnor, men hajen dyker ändå ner i havet, varefter Quint överhettar Orcas motor i ett försök att lura in hajen på grunt vatten, och trion är då fast ute på havet. Hooper går ner i sin hajbur för att försöka döda hajen genom att sticka den med ett spjut, injekterat med 22 cl stryknin. Hajen går på buren bakifrån, vilket överraskar Hooper och får honom att tappa spjutet. Försvarslös blir han då våldsamt attackerad av hajen som slår sig genom buren och krossar den. Hooper lyckas dock fly genom att simma ner och gömma sig på havets botten, när hajen tillfälligt fastnar i resterna av buren. Brody och Quint hissar upp den krossade buren i tron att Hooper är död, när plötsligt hajen hoppar upp på "Orcas" akter och börjar hugga efter de återstående besättningsmännen. När båten lutar råkar Quint glida ner i hajens gap och blir brutalt uppäten. När hajen senare attackerar Brody inne i den sjunkande båten, kastar Brody in en av Hoopers dykflaskor i dess gap. Med Quints gevär klättrar han upp på masten och skjuter dykflaskan i hajens mun så att den exploderar och hajen sprängs i bitar. Hooper kommer upp till ytan igen, och tillsammans bygger de en flotte av de återstående tunnorna och simmar in mot land.

## Förproduktion

### Från bok till film
Planerna på en film fanns klara redan innan Peter Benchleys roman Hajen kom ut på marknaden. När boken senare blev en bästsäljare blev filmplanerna avfyrade. Benchley skrev manuset tillsammans komediförfattaren Carl Gottlieb och tillsammans lyckades de hitta ett par passande inspelningsplatser. Materialet lämnades in till Universal Studios, där det dock nekades av producenterna för att ha missat "bokens fantastiska känsla" som gärna skulle vara en del av filmen. Filmbolaget hittade en ny manusförfattare som skulle sätta in dessa detaljer. När sedan Spielberg sattes som regissör såg han till att det nya manuset ändrades igen, och manuset förblev halvfärdigt efter att produktionen påbörjats. Långt in i projektet ställde sig dock teamet emot några detaljer i historien. I romanen pågår det nämligen en romans mellan marinbiologen Matt Hooper och polischefens fru Ellen Brody. När man fick se skådespelarna Richard Dreyfuss och Lorraine Gary tillsammans ansågs det orimligt med en sådan romans, och därför togs den biten bort. Detta kan ha bidraget till den skillnaden från boken att Hooper i filmen överlever.
Längre in i arbetet dök fler skillnader film och bok emellan upp. Bl.a. så blev det bestämt att ändra på kapten Quints död i filmen. I det absoluta originalmanuset av Gottlieb och Benchley bestod hans slut med en drunkning (tagen från Benchleys roman), genom att Quint harpunerar hajen med ett rep, vilket lindar sig runt hans fot. När hajen dyker följer Quint med ner, och drunknar (detta reflekterar till förebilden för Quint, kapten Ahabs död i romanen Moby Dick). Anledningen till att man ändrade var att det faktum att Quint blir levande uppäten av hajen skulle bli mer tragiskt, efter detta att han berättat om sina erfarenheter från båten USS Indianapolis. Producent David Brown uttalade i dokumentären The Making Of Jaws att "om vi hade läst [manuset] två gånger, i min mening, hade vi aldrig gjort Hajen, därför att vem som helst med en smula av produktionskunskap skulle vetat att det inte fanns något sätt för en haj att hoppa upp på aktern på en båt och svälja en människa." Också försvann romanens historia kring borgmästarens skäl till att hålla stränderna öppna, det skälet att han hotas av maffian. Efter att tre stycken nyskrivna utkast till manus avslagits, drog sig Peter Benchley ur projektet.

### Regissör
| ”                                                  | When I first hear the word "JAWS" I think of a period of my life when I was much younger than I am now and because I was younger I feel that maybe I was more courageous, or I was more stupid....So when I think about "JAWS", I think about my courage and stupidity. | „ |
| – Steven Spielberg, Jaws: 30th Anniversary Edition | |   |

I slutet av 1973 var produktionen i full gång.  Filmrättigheterna hade köpts för 175 000 dollar, och producenter till filmen blev David Brown och Richard D. Zanuck, som började leta efter en lämplig regissör. Valet föll på Dick Richards, och de fastnade för honom, men efter en kort tid tappade filmbolaget förtroendet för honom då han envisades att kalla hajen för val. Istället föll valet på den ännu inte genombrottsgående filmregissören Steven Spielberg, vars enda tidigare biofilm, Tjejen som spelade högt, visserligen hade fått god reaktion från kritiker men blivit en ekonomisk besvikelse. Till en början var Spielberg intresserad, men ångrade sig när arbetet före filmningen var igång och bad då om lov att lämna projektet, men nekades. Anledningen till att Spielberg ville lämna projektet var den att det liknade hans tidigare TV-film Duellen. Spielberg hade tydligen en rädsla att fastna i skräck/thriller-genren. Så projektet Hajen blev inget han var särskilt peppad på. När han läste boken för första gången kände han det svåra med att tycka om de mänskliga karaktärerna, och ville från början att hajen skulle vinna, och en liknande idé fanns att göra till slutscenen, nämligen att när hajen hade blivit dödad skulle ett antal ryggfenor komma upp ur vattnet och närma sig polischef Brody. Det han var mest orolig för före och under inspelningen var det faktum att kameran skulle kunna uppfatta skymtar av land.

### "Bruce"

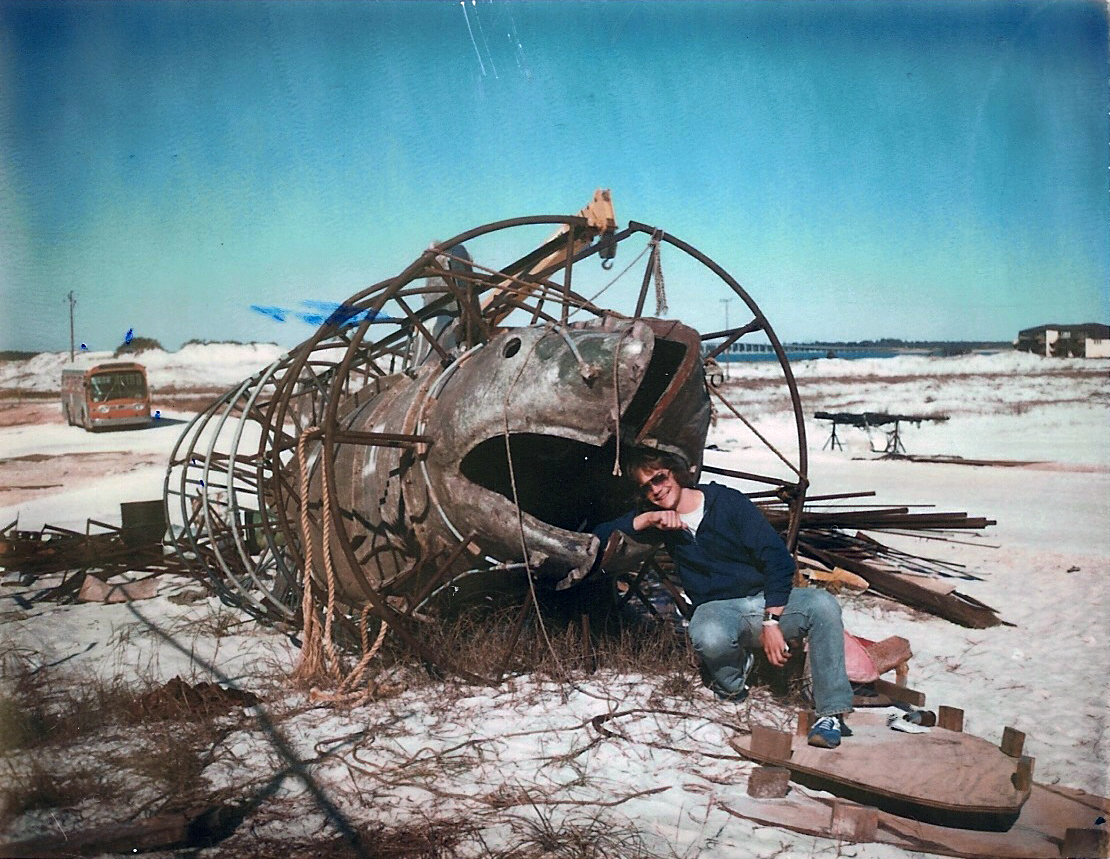
Resterna av roboten "Bruce".

När producenterna hade läst Hajen gick de ut med att de skulle försöka hitta någon som skulle kunna tämja en riktig haj som skulle kunna spela den fruktansvärda mördarmaskinen, men förslaget gick i stöpet och man beslutade sig för att använda sig av mekaniska hajar istället. Det har kommit ut att tre mekaniska hajar byggdes inför projektet; en högerprofil, en vänsterprofil och en byggnad för hajens huvud och överdel. Den sistnämnda delen har blivit känd för att ha blivit döpt till "Bruce" efter Spielbergs advokat, Bruce Ramer. Joe Alves fick äran och jobbet att designa robotarna. Han la fram två stycken papper och ritade två hajar i naturliga storlekar, en 20 fot (ca 6 m) och en 30 fot (ca 9 m.). Därefter gick han ut i garaget och la båda ritningarna på golvet, i vilket sammanhang han upptäckte att den ena ritningen var för stor, medan den andra framstod som för liten. Alves tog beslutet att bygga hajarna med en längd på mitt emellan 30 och 20 fot.
Vid ett möte med Universal Pictures presenterade Joe Alves sina ritningar och instruktioner för hur hajen skulle kunna röra sig. Ingen på bolaget ville ta sig an bygget av maskinen. Filmskådespelaravtalen var försenade, och produktionen var hotad av tvärstopp till sommaren. Alla på filmbolaget som höll på med specialeffekter var upptagna av produktionen av filmen Hindenburg. Alves tog istället hjälp från Bob Mattey, en pensionerad konstruktör från Walt Disney Pictures. Alla tre hajarna byggdes därför hemma i Matteys välutrustade garage. Var och en kostade 250 000 dollar att bygga, och bygget av dessa tre mekaniska varelser tog så lång tid att inspelningen redan var igång när de äntligen blev klara.

### Rollbesättning
Peter Benchleys förstahandsval till skådespelare för de tre huvudrollerna var Robert Redford, Paul Newman och Steve McQueen. Producenterna tog dock under hela föreproduktionen avstånd från att tillsätta stora amerikanska skådespelare i rollistan, då de ansåg att detta skulle distrahera biopubliken från filmens spänning.
Många olika skådespelare var testade för olika roller i filmen. För rollen som polischef  Martin Brody  ville Steven Spielberg huvudsakligen ha Robert Duvall, och Duvall var faktiskt intresserad, men inte så mycket av att spela polischefen, utan mer av att spela hajjägaren Quint. Vidare hade Charlton Heston visat intresse av att spela honom, men fick ett nej från regissören. Spielberg fick till slut, med en viss tvekan, utbringa rollen till Roy Scheider.
Till rollen som den intelligente marinbiologen  Matt Hooper  fanns alternativ som bl.a. Jon Voight, Joel Grey och Jeff Bridges, till att spela rollen, men vännen George Lucas fick kontakt med Spielberg och rekommenderade skådespelaren Richard Dreyfuss till rollen, och filmteamet tog kontakt med honom, som dock tackade nej till erbjudandet, då han hellre ville se filmen än att själv spela i den, men efter en tid ångrade han sig och bad om att få rollen ändå, vilket han också fick, då man nio dagar innan inspelningarna skulle börja varken hade någon Hooper eller Quint.
Den aggressivt krävande rollen som kapten  Quint  var av Spielberg erbjuden Lee Marvin, men Marvin tackade och svarade att han "hellre skulle vilja gå och fiska på riktigt." Då erbjöds istället författaren och skådespelaren Sterling Hayden rollen som den erfarna och besatta hajjägaren. Hayden var dock vid denna tidpunkt i en problematisk period med IRS för obetalda skatteskulder. Ett affärssystem skulle vara att betala honom både för hans skådespel och för råd från hans författarsida till filmens handling. Slutsatsen blev dock att IRS skulle se igenom detta system, så därför blev det inget av med Sterling Hayden som Quint. Nu kom filmens producenter till Spielberg och rekommenderade skådespelaren Robert Shaw, vilken till slut accepterades till rollen, trots hatet för Benchleys roman.
För rollen som polischefens hustru  Ellen Brody  fanns Victoria Principal som alternativ, men rollen gick istället till Lorraine Gary, och Murray Hamilton fick spela den girige borgmästaren Larry Vaughn. Han var den enda av Spielbergs förstahandsval som fick en roll i filmen, och den enda föreslagna skådespelaren för den rollen.

## Inspelning
| ”                                  | We started the film without a script, without a cast and without a shark | „ |
| – Richard Dreyfuss, DenofGreek.com |                                                                          |   |

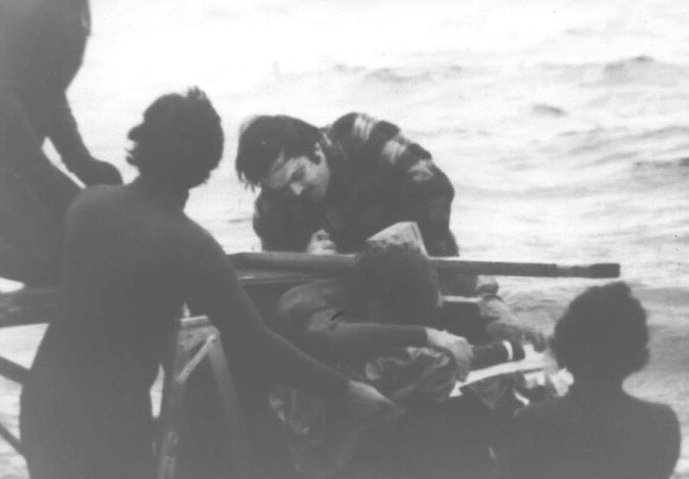
Inspelningsbild från Hajen. Till vänster står regissör Spielberg.

Inspelningen av Hajen påbörjades under maj 1974. Både regissören Steven Spielberg och maskindesignern Joe Alves hade insett nackdelarna med att fuskfilma i bassänger, efter att ha sett filmen Den gamle och havet från 1958. Därför avvisades sådana idéer. Istället skulle alla scener ovanför vattenytan bli filmade ute till havs. Tillsammans med filmare som Martin Scorsese och Francis Ford Coppola blev alltså Spielberg bland de första regissörerna med sådana nya idéer om realism inom filmarbete. Filmteamet for till platsen för inspelningen: Martha's Vineyard. I en intervju med Ain't It Cools News berättade Spielberg att han led av hybris när han krävde att filma på öppet vatten istället för att filma i en bassäng. Detta beslut ledde till att inspelningsteamet tillbringade mycket tid med att plågade av sjösjuka ligga till havs väntande på att vädret skulle lägga sig. Spielberg sade vidare att det var ett misstag att spela in alla scener till lands först, eftersom han inte kunde gå iland och filma de scenerna när vädret var dåligt eller när den mekaniska hajen krånglade.
I planeringen skulle inspelningen inte ta mer än 55 dagar, med den relativt låga budgeten på runt 4,5 miljoner dollar, men en rad viktiga detaljer skulle visa sig en bit in i filmarbetet oförberedda, bl.a. så saknade skådespelaren Richard Dreyfuss helt erfarenhet på sjön, i motsättning till hans karaktär, eftersom han aldrig innan inspelningen hade varit ombord på en båt förut.  Vidare, och eventuellt viktigare, så var robothajen Bruce visserligen hyfsat förberedd för inspelning i bassänger, men totalt otestad i havsvatten. Saltvattnet orsakade tekniska fel inuti roboten, och vid premiärtestningen sjönk den som en sten, vilket upprepades under inspelningen och roboten fick bärgas ett flertal gånger, och ibland löpte den amok på ytan, och fungerade väldigt sällan. Alla dessa tekniska problem blev för mycket för filmteamet, i synnerhet för Spielberg själv. Det gick så illa att han i sin besvikelse kallade robothajen Bruce för "The Great White Turd" ("Den stora vita skiten"). Han lär vid dessa kritiska situationer innan tänkt: "Vad skulle Alfred Hitchcock ha gjort i denna situation?" Till slut förstod han att de inte skulle kunna visa hajen så många gånger som det stod i manuset, utan han valde att istället spegla hajens ankomster genom olika point of view-bilder under vattnet, så att publiken skulle se dessa delar av filmen genom hajens ögon. I dokumentärfilmen som gjordes efteråt, Jaws: The Inside Story, sägs det att denna insats kanske räddade projektet.
Men problemen pågicks ändå. Skådespelaren Dreyfuss fastnade under vattnet i en hajbur, manusförfattaren Carl Gottlieb blev närapå halshuggen av en båtpropeller. Under de sista tagningarna av en scen där hajen harpuneras, började filmens båt, Orca, med hela filmteamet ombord att hastigt sjunka. Spielberg ropade ut: "Get the actors off the boat" (Sv. "Få aktörerna ur båten"), men den missnöjda ljudteknikern John R. Carter tjöt istället: "Fuck the actors. Save the sound department!" (Sv. "Ge fan i aktörerna. Rädda ljudutrustningen!"). Många i filmteamet frågade gång på gång regissören: "När ska vi avsluta den här filmen?" Den 6 oktober 1974 spelades den allra sista scenen av Hajen in, efter 159 dagar och med en använd budget på nio miljoner, en ökning på 104 inspelningsdagar och en fördubbling av den ursprungliga budgeten. Spielberg sista ord på inspelningsplatsen var: "Jag kommer inte återvända!" innan han åkte i väg i sin motorbåt. "Varje gång jag sov så drömde jag att jag var inne på tredje eller fjärde inspelningsdagen. Jag brukade vakna upp av en explosion i min hjärna, med ett bultande hjärta och andnöd", berättade han om sin tid efter inspelningen.

## Efterspel
Spielberg anförtrodde jobbet att komponera musiken till Hajen till filmkompositören John Williams. När Williams spelade upp vad han hade i åtanke som musik för första gången inför Spielberg skrattade han och sa: "Det var roligt, John, men vad hade du verkligen tänkt dig som tema till Hajen?" Han trodde Williams skojade med honom. Senare sa Spielberg att "Williams gjorde hajen när hajen inte fungerade," och påstod också att utan Johns filmmusik så skulle Hajen inte ha blivit hälften så framgångsrik. Williams vann senare en Oscar för sin musik i filmen.
Hajen hade premiär den 20 juni 1975 i USA på 409 biografer. På en helg hade filmen spelat in ca. 7 miljoner dollar. Närapå en månad senare sågs filmen på 675 biografer. Filmen hade svensk premiär 20 december 1975 på biograferna Sergel-Teatern, Sture och Draken i Stockholm. Filmen visades även på lite mer än 20 andra biografer i landet. Det var den första Hollywood-filmen som fick en bred release, och den första blockbuster i filmhistorien, som tjänade ihop till sin budget många gånger om. Men filmen medförde också en global badskräck,  samt ett omfattande hat mot många hajarter, i synnerhet vithajen, och de dödades i mångtal. Vid den östra engelska havskusten beräknades ca. 50 % av hajarterna försvinna, vid vissa delar av kusten försvann så mycket som 90 % av dem.

### Priser och utmärkelser
Här kommer ett urval av stora filmpriser och utmärkelser som Hajen nominerades till eller vann:
- Oscar:

| År   | Kategori        | Mottagare                                           | Resultat  | Notis |
| ---- | --------------- | --------------------------------------------------- | --------- | --- |
| 1976 | Bästa film      | David Brown Richard D. Zanuck                       | Nominerad | Priset tilldelades stället Gökboet |
| 1976 | Bästa musik     | John Williams                                       | Vann      | John Williams ledde orkestern som spelade under den 48:e Oscarsgalan, så när hans namn blev bekräftat som det vinnande, blev han tvungen att springa upp på scenen, ta emot priset, och sedan springa ner igen för att fortsätta dirigera orkestern. |
| 1976 | Bästa ljud      | John R. Carter Roger Herman Robert Hoyt Earl Madery | Vann      | |
| 1976 | Bästa klippning | Verna Fields                                        | Vann      | |

- Golden Globe Award

| År   | Kategori           | Mottagare                    | Resultat  | Notis                                                                                    |
| ---- | ------------------ | ---------------------------- | --------- | ---------------------------------------------------------------------------------------- |
| 1976 | Bästa film - Drama | Steven Spielberg             | Nominerad | Priset tilldelades istället Gökboet.                                                     |
| 1976 | Bästa regissör     | Steven Spielberg             | Nominerad | Priset tilldelades istället Miloš Forman för hans regi i Gökboet.                        |
| 1976 | Bästa musik        | John Williams                | Vann      |                                                                                          |
| 1976 | Bästa manus        | Peter Benchley Carl Gottlieb | Nominerad | Priset tilldelades istället Lawrence Hauben och Bo Goldman för deras manus till Gökboet. |

- BAFTA

| År   | Kategori                | Mottagare                       | Resultat  | Notis |
| ---- | ----------------------- | ------------------------------- | --------- | --- |
| 1975 | Bästa film              | David Brown Richard D. Zanuck   | Nominerad | Priset tilldelades istället Alice bor inte här längre.                                                                                      |
| 1975 | Bästa manliga huvudroll | Richard Dreyfuss                | Nominerad | För rollen som Matt Hooper. Priset tilldelades istället Al Pacino för hans rollpresentationer i En satans eftermiddag och Gudfadern del II. |
| 1975 | Bästa regissör          | Steven Spielberg                | Nominerad | Priset tilldelades istället Stanley Kubrick för hans regi i Barry Lyndon.                                                                   |
| 1975 | Bästa musik             | John Williams                   | Vann      | Även för Skyskrapan brinner!. |
| 1975 | Bästa manus             | Peter Benchley Carl Gottlieb    | Nominerad | Priset tilldelades istället Robert Getchell för dennes manus till Alice bor inte här längre.                                                |
| 1975 | Bästa ljud              | John R. Carter & Robert L. Hoyt | Nominerad | Priset tilldelades istället William A. Sawyer, James E. Webb, Chris McLaughlin & Richard Portman för deras ljud i Nashville.                |
| 1975 | Bästa klippning         | Verna Fields                    | Nominerad | Priset tilldelades istället Dede Allen för dennes klippning i En satans eftermiddag.                                                        |

- Amerikanska Filminstitutets 100-årslistor

| Kategori        | Mottagare | 1998 års rankning | 2007 års rankning | Resultat | Källa                |
| --------------- | --------- | ----------------- | ----------------- | -------- | -------------------- |
| Topp-100 filmer | Hajen     | #48               | #56               | Vann     | [ 41 ] [ 42 ] [ 43 ] |

| Kategori              | Mottagare                                         | Rankning | Resultat | Källa         |
| --------------------- | ------------------------------------------------- | -------- | -------- | ------------- |
| Topp-100 thrillers    | Hajen                                             | #2       | Vann     | [ 44 ] [ 45 ] |
| Topp-50 skurkar       | Hajen ("Bruce")                                   | #18      | Vann     | [ 46 ] [ 47 ] |
| Topp-100 filmrepliker | "You're gonna need a bigger boat." - Martin Brody | #35      | Vann     | [ 48 ] [ 49 ] |
| Topp-25 filmmusik     | John Williams                                     | #6       | Vann     | [ 50 ] [ 51 ] |